# Прогерія
Прогерія (дав.-гр. προσ- — над, γέρων — старий) — одна з рідкісних генетичних хвороб. При прогерії виникають зміни шкіри та внутрішніх органів, які обумовлені передчасним старінням організму. Класифікують дитячу прогерію (синдром Гетчінсона-Гілфорда) і прогерію дорослих (синдром Вернера).
У світі зафіксовано не більше 350 випадків прогерії, серед яких 11-річна Адаліє Роуз (Adalia Rose), 17-річна дівчинка Хейлі Окінс, 14-річна Ашанті Еліотт-Сміт, а також 18-річна Онталаметсе Фалатсе (Ontlametse Phalatse) з містечка Хеброн неподалік від Йоганнесбурга, що є єдиною хворою на прогерію представницею негроїдної раси. Широку популярність у світі здобули Леон Бота, ді-джей і виконавець хіп-хопу, відомий відеоблогер на YouTube з прогерією, що помер 5 червня 2011 року, а також американський мотиваційний спікер Сем Бернс, який помер 10 січня 2014 у 17 років.
Діти з таким діагнозом рідко доживають до 13 років.